# Драјковце
Драјковце је старо српско насеље у општини Штрпце на Косову и Метохији, у Србији. Атар насеља се налази на територији катастарске општине Драјковце, у подножју Шар планине, на десној обали реке Лепенац, површине 1094 ha. Сеоска слава је Св. Четрдесет мученика (Младенци). Током Мартовског погрома 2004. године, у Драјковцу су убијена двојица Срба.

## Порекло становништва по родовима
Подаци из 1938.
Српски родови:
- Дурлевићи (15 кућа, Св. Арханђео), доселио им се предак Дојчин око 1700. год., из околине Плава, у суседно село Фираје, а одатле крајем XVIII века у Драјковце. Презиме је настало по томе што је предак Дојчин имао надимак Дурле.
- Радићи (3 кућа, Св. Никола). — Од њих потичу Дречови (1 кућа), Макини (1 кућа) и Гуџини (1 кућа), староседеоци.
- Драгини или Михајловићи (3 кућа, Св. Никола), Грбини (2 кућа), дељеници Драгиних или Рачкови (2 кућа, Св. Арханђео), пресељени око 1840. год. из Севца.

Поисламљен и поарбанашен српски род:
- Саитовићи (4 кућа). У ислам прешао њихов предак Петар, у првој половини XIX века и као муслиман добио име Саит. Појасеви од њега иду: Петар (Саит), Мета, Селим, Елмаз 45 година. До око 1910. год. имали су своје рођаке православне Србе у селу, када су изумрли. Славили су Св. Петку. Подаци датирају из 1974. г.)[3]

## Демографија
| Година       | 1948 | 1953 | 1961 | 1971 | 1981 | 1991 | 2011 |
| ------------ | ---- | ---- | ---- | ---- | ---- | ---- | ---- |
| Становништво | 218  | 225  | 208  | 173  | 182  | 193  | 106  |

|  |

### Етнички састав попис 2011.
Према попису из 2011. године Срби су у овом месту чинили 63,21% становништва, Албанци 36,79%. Срби су делимично бојкотовали попис па тачан број није познат.